# Ett annat land
Ett annat land är en brittisk film regisserad av Marek Kanievska med manus av Julian Mitchell.

## Handling
Handlingen utspelas på en prestigefylld engelsk internatskola någon gång under 1930-talet, där två av eleverna, Tommy Judd och Guy Bennett, inte blir accepterade av sina jämnåriga på grund av att Judd är uttalad kommunist och Bennett frispråkigt homosexuell. När Bennett blir utesluten ur skolans exklusiva toppklubb, "The Gods", på grund av sin sexualitet beslutar han sig för att anta Judds kommunism och bli hemlig spion för kommunist-Ryssland. Han menar att arbetsgivare aldrig kommer att ge honom något bra jobb utan meriten att ha varit med skolans mest exklusiva klubb. Han tänker därför förstöra sina skolkamraters karriärer - vilka alla med största säkerhet kommer att få toppjobb inom politik, vetenskap, och näringsliv - precis som de förstörde hans. I ramberättelsen, vilken utspelar sig under 1980-talet, sitter en åldrad Bennett i en skabbig liten lägenhet i Moskva och talar om för en amerikansk journalist hur ljuvt det är att ha hämnats på England, sina skolkamrater och det engelska klass- och skolsystemet: "Fame or infamy - what does it matter? I shan't be forgotten."

## Kultfakta
- Filmen sägs ha viss verklighetsförankring och karaktären "Guy Bennett" påstås vara den ökände ryske spionen Guy Burgess i tunn förklädnad. Under sin studietid vid internatskolan Eton College fick Burgess aldrig vara med i skolans exklusiva klubb "Pop".
- Lord Spencer, bror till Prinsessan Diana, medverkar som statist i ett flertal olika scener. Den engelska kungafamiljen var inte speciellt förtjusta i hans så kallade "filmkarriär", i synnerhet inte med anledning av Ett annat lands handling och tema.

## Rollista
- Rupert Everett - Guy Bennett
- Colin Firth - Tommy Judd
- Michael Jenn - Barclay
- Robert Addie - Delahay
- Rupert Wainwright - Donald Devenish
- Tristan Oliver - Fowler
- Cary Elwes - James Harcourt
- Frederik Alexander (aka Piers Flint-Shipman) - Jim Menzies
- Adrian Ross-Magenty - Wharton
- Geoffrey Bateman - Yevgeni
- Philip Dupuy - Martineau
- Guy Henry - Head Boy
- Jeffrey Wickham - Arthur
- John Line - Best Man
- Gideon Boulting - Trafford
- Nicholas Rowe - Spungin
- Anna Massey - Imogen Bennett
- Betsy Brantley - Julie Schofield